# Сирт (город)
Сурт, или Сирт (араб. سرت‎) — столица одноимённого муниципалитета в Ливии. Расположен на берегу залива Сидра (Большой Сирт) в исторической области Сиртика. Население — 75 358 чел. (на 2010 год).

## История
В октябре 2007 года в Сирте проходили переговоры между представителями правительства Судана и повстанцами из мятежной провинции Дарфур.
27−28 марта 2010 года в Сирте проходил 20-й саммит Лиги Арабских Государств.
В 2011 году, во время Гражданской войны в Ливии, Сирт являлся одним из последних оплотов режима Каддафи.
20 октября 2011 года войска Национального переходного совета Ливии ликвидировали последние очаги сопротивления сторонников М. Каддафи в Сирте.
В результате тяжёлых боёв за город в ходе гражданской войны Сирт был практически полностью разрушен, в городе не осталось ни одного целого здания.

## Климат
| Показатель                    | Янв. | Фев. | Март | Апр. | Май  | Июнь | Июль | Авг. | Сен. | Окт. | Нояб. | Дек. | Год   |
| ----------------------------- | ---- | ---- | ---- | ---- | ---- | ---- | ---- | ---- | ---- | ---- | ----- | ---- | ----- |
| Средний суточный максимум, °C | 17,9 | 19,1 | 21,9 | 25,6 | 27,3 | 29,6 | 30,5 | 31,2 | 30,7 | 29,0 | 25,0  | 20,0 | 25,7  |
| Средняя температура, °C       | 12,3 | 13,6 | 16,4 | 19,3 | 21,7 | 24,1 | 25,4 | 26,7 | 26,1 | 23,5 | 19,6  | 14,6 | 20,3  |
| Средний суточный минимум, °C  | 6,7  | 8,2  | 10,8 | 13,1 | 16,1 | 18,5 | 20,4 | 22,1 | 21,5 | 18,1 | 14,1  | 9,3  | 14,9  |
| Норма осадков, мм             | 37,2 | 24,0 | 14,2 | 5,0  | 2,5  | 1,0  | 0,1  | 0,2  | 8,1  | 27,4 | 27,9  | 49,1 | 196,7 |
| Источник: ,                   |      |      |      |      |      |      |      |      |      |      |       |      |       |

## Транспорт
В 2008 году China Railway Construction выиграла тендер по строительству железных дорог в Ливии.
С запада на восток будет проложена железнодорожная линия длиной 352 км (от Хомса до Сурта). Однако в 2011 году стало известно, что фактически строительство железной дороги осуществляет российская компания РЖД.

## Уроженцы города
В Сирте родился и погиб глава Ливийской Джамахирии Муаммар Каддафи.